# Madres. Amor y vida
Madres. Amor y vida és una sèrie de televisió espanyola produïda per Mediaset Espanya i Alea Media. Protagonitzada per Belén Rueda, Rosario Pardo, Aida Folch i Carmen Ruíz, la seva estrena va tenir lloc el 8 de maig de 2020 a Amazon Prime Video.
La sèrie va ser renovada per una segona temporada emesa el 13 de novembre de 2020 amb els fitxatges de Paco Tous, Jon Plazaola, Elena Irureta, Jesús Castro i Irene Arcos.
El 17 de gener de 2021 la sèrie va renovar per una tercera i quarta temporades, amb els fitxatges de Hiba Abouk, Adrià Collado, Carlos Bardem, Michelle Calvó per la tercera. Es va estrenar a Prime Video el 23 de setembre del mateix any.
El 31 de maig de 2021 es va anunciar el repartiment de la quarta temporada de la sèrie, incorporant a Núria Roca, Eric Masip, Julia Molins, Álvaro Rico, Jordi Coll, Nuria Herrero i el retorn d'Alain Hernández.

## Sinopsi
Marián (Belén Rueda) és una dona de caràcter amable i conciliador i amb una vida aparentment perfecta, encara que el seu món va començar a esquerdar-se el dia en què van diagnosticar anorèxia a la seva filla jove, Elsa (Carla Díaz). Bolcada en la cura i les contínues atencions que reclama la seva filla, la seva vida de parella, Chema (Nacho Fresneda), el seu treball com a periodista i les seves amistats han passat a un pla molt secundari i està començant a sofrir les conseqüències d'haver descurat totes aquestes facetes.
Al costat d'ella estarà Luisa (Carmen Ruiz) una dona que fins a l'accident de moto que ha sumit al seu fill Andy (Joel Bosqued) en coma portava una vida predictible i rutinària al seu poble natal. La seva arribada a Madrid per estar al costat d'Andy l'ha fet sortir de la seva zona de confort i descobrir un món nou a nivell personal en el qual se sent més independent i des del qual està començant a qüestionar les seves relacions, especialment la que manté amb el seu marit, Antonio (Antonio Molero).
A més, Mila (Rosario Pardo), una àvia coratge que cuida del seu net Sergio, ja que el seu fill i pare del nen, Simón (Alain Hernández) es troba a la presó. En el passat va exercir la prostitució i va fer front a situacions molt dures. No sol parlar molt, però quan ho fa diu veritats com a punys i les mares amb les quals sol coincidir a l'hospital sempre acudeixen a ella a la recerca de consell.
Entre totes elles estarà Olivia (Aida Folch), una doctora molt eficaç que es mou com a peix en l'aigua a Urgències, on ha exercit durant la major part de la seva carrera, però que ara afronta amb dificultat l'adaptació al seu nou destí: l'àrea de Pediatria. El seu caràcter sec i tallant i la seva falta d'habilitats socials provoca continus frecs amb les mares dels seus pacients. Sota la seva cuirassa s'amaga una relació molt complicada amb la seva mare adoptiva i una por latent al rebuig i a l'abandó.

## Repartiment

### Cronologia
| Actor             | Personatge         | Temporadas | Temporadas | Temporadas | Temporadas    |
| Actor             | Personatge         | 1          | 2          | 3          | 4             |
| ----------------- | ------------------ | ---------- | ---------- | ---------- | ------------- |
| Belén Rueda       | Marián Ballesteros | Principal  | Principal  | Principal  | Per confirmar |
| Aida Folch        | Olivia Zabala      | Principal  | Principal  | Principal  | Principal     |
| Carmen Ruiz       | Luisa              | Principal  | Principal  | Principal  |               |
| Antonio Molero    | Antonio Jurado     | Principal  | Principal  | Principal  |               |
| Alain Hernández   | Simón Herrera      | Principal  | Principal  | Invitat    | Principal     |
| Rosario Pardo     | Mila Pacheco       | Principal  | Principal  |            |               |
| Eva Ugarte        | Paula Artigas      | Principal  | Principal  |            |               |
| Carla Díaz        | Elsa Tadino        | Principal  | Principal  | Invitat    |               |
| Joel Bosqued      | Andy Jurado        | Principal  | Principal  | Invitat    |               |
| Vicky Luengo      | Natalia Revidiu    | Principal  |            |            |               |
| Ana Labordeta     | Vicky Ruano        | Principal  | Principal  | Principal  | Per confirmar |
| Nacho Fresneda    | Chema Tadino       | Principal  | Invitat    |            |               |
| Rocío Muñoz-Cobo  | Kira Pastor        | Principal  |            |            |               |
| Elisabet Gelabert | Esmeralda Amuedo   | Recurrent  | Principal  |            |               |
| María de Nati     | Juani Soler        | Recurrent  | Recurrent  | Principal  | Per confirmar |
| Jon Plazaola      | Eduardo Carrasco   |            | Recurrent  | Principal  | Per confirmar |
| Michelle Calvó    | Camila Román       |            |            | Principal  | Per confirmar |
| Carlos Bardem     | Héctor Buendía     |            |            | Principal  |               |
| Uri Guitart       | Rubén Cabana       |            |            | Principal  |               |
| Hiba Abouk        | Raquel Gutiérrez   |            |            | Principal  | Per confirmar |
| Belén Écija       | Almudena "Almu"    |            |            | Invitada   | Principal     |

### 1a temporada

#### Repartiment principal
- Belén Rueda – Marián Ballesteros Díaz
- Aida Folch – Olivia Zabala Recarte
- Carmen Ruiz – Luisa
- Antonio Molero – Antonio Jurado
- Alain Hernández – Simón Herrera Pacheco
- Rosario Pardo – Milagros "Mila" Pacheco
- Eva Ugarte – Paula Artigas Muñoz
- Carla Díaz – Elsa Tadino Ballesteros
- Joel Bosqued – Andrés "Andy" Jurado
- Vicky Luengo – Natalia Revidiu † (Episodi 2 - Episodi 13)

Amb la col·laboració especial de
- Nacho Fresneda – José María "Chema" Tadino
- Ana Labordeta – Victoria "Vicky" Ruano López (Episodi 1 - Episodi 10; Episodi 12 - Episodi 13)

Amb la participació especial de
- Rocío Muñoz-Cobo – Kira Pastor (Episodi 1 - Episodi 2; Episodi 4; Episodi 7 - Episodi 10; Episodi 13)

#### Repartiment secundari
- Alberto Velasco – Rafa (Episodi 1; Episodi 4 - Episodi 6; Episodi 8 - Episodi 13)
- Ana Rayo – Asunción "Asun" Lago (Episodi 1 - Episodi 2; Episodi 4 - Episodi 10; Episodi 13)
- Xavi Mira – Julio (Episodi 1 - Episodi 4; Episodi 6 - Episodi 11)
- Julio Bohigas Couto – Sergio Herrera Molina (Episodi 1 - Episodi 11)
- Alfonso Torregrosa – Carlos Tavira (Episodi 1 - Episodi 9; Episodi 11)
- Roger Batalla – David Aguilera (Episodi 1 - Episodi 8; Episodi 10 - Episodi 13)
- Pedro Rudolphi – Marcos (Episodi 1 - Episodi 3; Episodi 6 - Episodi 8; Episodi 10 - Episodi 11)
- Emilio Buale – Víctor (Episodi 2 - Episodi 11)
- Ayoub El Hilali – Nasser Ciani (Episodi 2 - Episodi 8; Episodi 10; Episodi 12 - Episodi 13)
- Marc Clotet – Alberto (Episodi 3 - Episodi 4; Episodi 6; Episodi 9 - Episodi 11)
- Patxi Freytez – Javier (Episodi 3 - Episodi 6; Episodi 9 - Episodi 11)
- Polina Kiryanova – Anna (Episodi 3 - Episodi 6; Episodi 9 - Episodi 11)
- María de Nati – Juani Soler Lago (Episodi 4 - Episodi 13)
- Mónica Cruz – Carmen Irujo (Episodi 5 - Episodi 13)
- Claudia Caneda – Duna (Episodi 5 - Episodi 13)
- Guillermo Campra – Eloy Carrión Amuedo † (Episodi 9 - Episodi 13)
- Elisabet Gelabert – Esmeralda Amuedo López (Episodi 9 - Episodi 13)

#### Repartiment episòdic
- Candela Arroyo – Gladys (Episodi 1 - Episodi 3)
- Álvaro Mel – Guille (Episodi 2)
- Sandra Escacena – Sonia (Episodi 3)
- Alejandro Reina – Johan (Episodi 3; Episodi 8)
- Javier Lago – Manuel Soler (Episodi 4 - Episodi 6; Episodi 8 - Episodi 9; Episodi 13)
- Clara Alvarado – Secretaria de Carmen (Episodi 5 - Episodi 6)
- Farah Hamed – Madre de Nasser (Episodi 5; Episodi 7 - Episodi 8; Episodi 11)
- Leo Rivera – Fran (Episodi 6; Episodi 9)
- Carmen Arévalo – Catalina "Cata" Díaz (Episodi 8)
- Christophe Miraval – Padre de Eloy (Episodi 9)
- Enrique Berrendero – Policía (Episodi 13)
- Paula Morado – Alicia (Episodi 13)

### 2a temporada

#### Repartiment principal
- Belén Rueda – Marián Ballesteros Díaz
- Aida Folch – Olivia Zabala Recarte
- Carmen Ruiz – Luisa
- Antonio Molero – Antonio Jurado
- Alain Hernández – Simón Herrera Pacheco (Episodi 14 - Episodi 24)
- Rosario Pardo – Milagros "Mila" Pacheco
- Carla Díaz – Elsa Tadino Ballesteros
- Joel Bosqued – Andrés "Andy" Jurado
- Eva Ugarte – Paula Artigas Muñoz (Episodi 14 - Episodi 16; Episodi 23 - Episodi 26)
- Elisabet Gelabert - Esmeralda Amuedo López (Episodi 14 - Episodi 17; Episodi 19 - Episodi 26)

Amb la col·laboració especial de
- Ana Labordeta – Victoria "Vicky" Ruano López

#### Repartiment secundari
- Paula Morado – Alicia (Episodi 14 - Episodi 17; Episodi 21 - Episodi 23; Episodi 25 - Episodi 26)
- María de Nati – Juani Soler Lago (Episodi 14 - Episodi 21; Episodi 25)
- Marcos Ruiz – Iván Martínez  (Episodi 14 - Episodi 26)
- Chechu Salgado – Pablo (Episodi 14 - Episodi 15)
- Julio Bohigas Couto – Sergio Herrera Molina (Episodi 14 - Episodi 16; Episodi 23)
- Cayetana Cabezas – Virgi (Episodi 14 - Episodi 15)
- Adrián Viador – Lucas del Águila Ocaña (Episodi 14 - Episodi 16; Episodi 19 - Episodi 21; Episodi 23 - Episodi 26)
- Alejandro Serrano – Salvador "Salva" García Ocaña (Episodi 14 - Episodi 15)
- Nicolás Mota – Daniel (Episodi 14 - Episodi 15)
- Alberto Velasco – Rafa (Episodi 14; Episodi 18 - Episodi 19; Episodi 22 - Episodi 25)
- Alba de la Fuente – Cristina "Cris" Morán (Episodi 15 - Episodi 16; Episodi 19 - Episodi 26)
- Irene Arcos – Claudia (Episodi 15 - Episodi 16; Episodi 19 - Episodi 26)
- Fátima Baeza – Charo (Episodi 16 - Episodi 17; Episodi 20 - Episodi 21; Episodi 24)
- Manu Fullola – Adrián (Episodi 16 - Episodi 17; Episodi 20 - Episodi 21; Episodi 23 - Episodi 24)
- Carmen Arévalo – Catalina "Cata" Díaz (Episodi 16 - Episodi 17; Episodi 19 - Episodi 24
- Hugo Arbués - Tomás/Violeta (Episodi 16 - Episodi 17; Episodi 20 - Episodi 21; Episodi 24; Episodi 26)
- Alberto Berzal – Óscar Martínez Álvarez-Abarca (Episodi 17 - Episodi 22)
- Ana Rayo – Asunción "Asun" Lago (Episodi 17; Episodi 20; Episodi 24 - Episodi 26)

Amb la col·laboració especial de
- Andrés Gertrúdix – Padre Román (Episodi 16 - Episodi 17; Episodi 20 - Episodi 21; Episodi 23 - Episodi 24)
- Paco Tous – Gonzalo Carrasco (Episodi 17 - Episodi 25)
- Jon Plazaola – Eduardo Carrasco López (Episodi 17 - Episodi 26)
- Elena Irureta – Eva López Barbero † (Episodi 17 - Episodi 19; Episodi 21 - Episodi 24)
- Jesús Castro – Charlie (Episodi 19; Episodi 21 - Episodi 22)
- Alicia Sánchez - Julia Herrera López (Episodi 24 - Episodi 26)
- Nacho Fresneda – José María "Chema" Tadino Herrera (Episodi 25 - Episodi 26)

#### Repartiment episòdic
- Eduard Buch – Jonás (Episodi 15)
- Pepa Gracia – Elisa (Episodi 15)
- Abel Rodríguez – Hugo (Episodi 16 - Episodi 17)
- Pilar Pintre – Doctora Velázquez (Episodi 16; Episodi 20)
- Lola Casamayor – Madre de Lucas (Episodi 19)
- Manuel Bravo (Episodi 20 - Episodi 21)
- Yäel Belicha (Episodi 21)
- Julia Reina (Episodi 20 - Episodi 21)
- Silvio Defant – Sven (Episodi 23 - Episodi 24)

### 3a temporada

#### Repartiment principal
- Belén Rueda – Marián Ballesteros Díaz
- Aida Folch – Olivia Zabala Recarte
- Carmen Ruiz – Luisa
- Antonio Molero – Antonio Jurado
- Jon Plazaola – Eduardo Carrasco López
- Michelle Calvó – Camila Román Castillo (Episodi 28 - Episodi 30; Episodi 32 - Episodi 34)
- Carlos Bardem – Héctor Buendía
- Uri Guitart – Rubén Cabana Alfaro
- Ana Labordeta – Victoria "Vicky" Ruano López
- María de Nati – Juani Soler Lago

Amb la col·laboració especial de
- Hiba Abouk – Raquel Gutiérrez (Episodi 27 - Episodi 29; Episodi 32 - Episodi 34)

#### Repartiment secundari
- Esther Ortega - Ángela Alfaro
- Lucía Jiménez - Sara Álvarez
- Carmen Arévalo - Catalina "Cata" Díaz (Episodi 27)
- Ben Temple - Lorenzo (Episodi 27 - Episodi 29)
- Unai Mayo - Marcos Jurado Álvarez
- Daniela García (Episodi 27; Episodi 29 - Episodi 31; Episodi 34)
- Ana Rayo - Asunción "Asun" Lago (Episodi 28; Episodi 31)
- Tomás del Estal - Manuel (Episodi 28 - Episodi 34)
- Arlette Torres - Ana María (Episodi 28 - Episodi 30; Episodi 32 - Episodi 34)
- Eva Llorach - Andrea (Episodi 28 - Episodi 30; Episodi 33 - Episodi 34)
- María Mercado - Laura (Episodi 28 - Episodi 34)
- Álvaro Larrán - Dani (Episodi 28 - Episodi 34)
- Jesús González - Ernesto Pérez Moreno (Episodi 28 - Episodi 29)
- Gonzalo Kindelán - Álvaro (Episodi 29)
- Violeta Rodríguez - Ainhoa (Episodi 28; Episodi 31; Episodi 34)
- Luca Batuecas (Episodi 28 - Episodi 30)
- Carlos Serrano - Kike (Episodi 30 - Episodi 34)
- Ismael Martínez - Salvador "Salva" Jurado (Episodi 31)
- Antonio Lence (Episodi 30; Episodi 34)
- Alberto Berzal - Óscar Martínez Álvarez-Abarca (Episodi 31; Episodi 33 - Episodi 34)
- Daniel Ortiz - Alberto Jarque Cobos (Episodi 31 - Episodi 34)
- Rafa Puerto (Episodi 31; Episodi 33 - Episodi 34)
- Belén Écija - Almudena "Almu" (Episodi 33)
- Pilar Pintre - Doctora Velázquez (Episodi 33 - Episodi 34)

Amb la col·laboració especial de
- Melani Olivares - Rosa (Episodi 27; Episodi 32)
- Adrià Collado – Carlos Matute Morán (Episodi 27 - Episodi 29; Episodi 32 - Episodi 34)
- Joel Bosqued – Andrés "Andy" Jurado (Episodi 31; Episodi 34)
- Carla Díaz – Elsa Tadino Ballesteros (Episodi 33 - Episodi 34)
- Alain Hernández – Simón Herrera Pacheco (Episodi 34)

### 4a temporada

#### Repartiment confirmat
- Aida Folch – Olivia Zabala Recarte
- Alain Hernández – Simón Herrera Pacheco
- Belén Écija - Almudena "Almu"
- Nuria Roca - Blanca Robledo
- Eric Masip - Mikel
- Julia Molins - Sandra
- Álvaro Rico - Gabriel
- Jordi Coll - Luigi
- Nuria Herrero - Berta
- José Manuel Seda - Tobías Benassat
- Antonio Velázquez - Andrés Cabrera
- Ane Gabarain Lourdes castaño

## Temporades i episodis
| Temporada | Temporada | Episodis | Emissió a Telecinco i Cuatro | Emissió a Telecinco i Cuatro | Emissió a Amazon Prime Video | Audiència mitjana | Audiència mitjana |
| Temporada | Temporada | Episodis | Estrena                      | Final                        | Llançament                   | Espectadors       | Quota             |
| --------- | --------- | -------- | ---------------------------- | ---------------------------- | ---------------------------- | ----------------- | ----------------- |
|           | 1         | 13       | 9 de setembre de 2020        | 30 de novembre de 2021       | 8 de maig de 2020            | 814 000           | 8,9%              |
|           | 2         | 13       | 7 de desembre de 2021        | 2 de març de 2022            | 13 de novembre de 2020       | 223 000*          | 5,2%*             |
|           | 3         | 8        |                              |                              | 23 de setembre de 2021       |                   |                   |
|           | 4         |          |                              |                              | 2022                         |                   |                   |
| Total     | Total     |          | 2020                         |                              | -                            |                   |                   |

### Primera temporada (2020)
| N.º (sèrie) | N.º (temp.) | Títol                  | Director(es)    | Escriptor(s)                                    | Data d'emissió a Telecinco | Data d'estrena a Amazon Prime Video | Audiència a Telecinco |
| ----------- | ----------- | ---------------------- | --------------- | ----------------------------------------------- | -------------------------- | ----------------------------------- | --------------------- |
| 1           | 1           | «La chica del puente»  | Juana Macías    | Aitor Gabilondo i Joan Barbero                  | 9 de setembre de 2020      | 8 de maig de 2020                   | 1 429 000 (11,3%)     |
| 2           | 2           | «Renacer»              | Juana Macías    | Aitor Gabilondo, Joan Barbero i Dani del Águila | 17 de setembre de 2020     | 8 de maig de 2020                   | 1 329 000 (12,7%)     |
| 3           | 3           | «Las malas madres»     | Juana Macías    | Laia Aguilar                                    | 24 de setembre de 2020     | 8 de maig de 2020                   | 1 293 000 (12,2%)     |
| 4           | 4           | «Nido vacío»           | Roser Aguilar   | Joan Barbero i Dani del Águila                  | 1 d'octubre de 2020        | 8 de maig de 2020                   | 1 305 000 (13,9%)     |
| 5           | 5           | «Bajar las defensas»   | Abigail Schaaff | Olatz Arroyo                                    | 8 d'octubre de 2020        | 8 de maig de 2020                   | 1 094 000 (12,7%)     |
| 6           | 6           | «Algo que celebrar»    | Abigail Schaaff | Marta Sánchez                                   | 15 d'octubre de 2020       | 8 de maig de 2020                   | 959 000 (11,3%)       |
| 7           | 7           | «Nadie es perfecto»    | Mar Olid        | Verónica Viñé                                   | 22 d'octubre de 2020       | 8 de maig de 2020                   | 1 020 000 (11,7%)     |
| 8           | 8           | «La madre de mi madre» | Mar Olid        | Laia Aguilar                                    | 29 d'octubre de 2020       | 8 de maig de 2020                   | 1 028 000 (11,7%)     |
| 9           | 9           | «El perdón»            | Roser Aguilar   | Verónica Viñé                                   | 14 de setembre de 2021     | 8 de maig de 2020                   | 495 000 (5,1%)        |

| N.º (serie) | N.º (temp.) | Títol                 | Directr(es)     | Escriptor(es)               | Data d'emissió a Cuatro | Data d'estrena a Amazon Prime Video | Audiència a Cuatro |
| ----------- | ----------- | --------------------- | --------------- | --------------------------- | ----------------------- | ----------------------------------- | ------------------ |
| 10          | 10          | «Tomar las riendas»   | Abigail Schaaff | Marta Sánchez               | 9 de novembre de 2021   | 8 de maig de 2020                   | 237 000 (3,4%)     |
| 11          | 11          | «Comerse la vida»     | Juana Macías    | Joan Barbero i Laia Aguilar | 16 de novembre de 2021  | 8 de maig de 2020                   | 106 000 (2,6%)     |
| 12          | 12          | «Habitaciones vacías» | Roser Aguilar   | Dani del Águila             | 23 de novembre de 2021  | 8 de maig de 2020                   | 159 000 (3,8%)     |
| 13          | 13          | «La resaca»           | Juana Macías    | Joan Barbero i Laia Aguilar | 30 de novembre de 2021  | 8 de maig de 2020                   | 131 000 (3,1%)     |

### Segona temporada (2020)
| N.º (serie) | N.º (temp.) | Títol                  | Director(s)      | Escriptor(s)                    | Data d'emissió a Cuatro | Data d'estrena a Amazon Prime Video | Audiència a Cuatro |
| ----------- | ----------- | ---------------------- | ---------------- | ------------------------------- | ----------------------- | ----------------------------------- | ------------------ |
| 14          | 1           | «Un peso insoportable» | Abigail Schaaff  | Mauricio Romero i Olga Salvador | 7 de desembre de 2021   | 13 de novembre de 2020              | 143 000 (2,8%)     |
| 15          | 2           | «Culpables»            | Mar Olid         | Carmen Abarca                   | 14 de desembre de 2021  | 13 de novembre de 2020              | 125 000 (3,4%)     |
| 16          | 3           | «Jugar con fuego»      | Mar Olid         | Dani del Águila                 | 21 de desembre de 2021  | 13 de novembre de 2020              | 126 000 (2,9%)     |
| 17          | 4           | «Soltar el timón»      | Gracia Querejeta | Marta Sánchez                   | 28 de desembre de 2021  | 13 de novembre de 2020              | 147 000 (3,2%)     |
| 18          | 5           | «Semana veinte»        | Gracia Querejeta | Mauricio Romero i Olga Salvador | 4 de gener de 2022      | 13 de novembre de 2020              | 182 000 (3,8%)     |
| 19          | 6           | «Vampiros»             | Ana Vázquez      | Carmen Abarca                   | 11 de gener de 2022     | 13 de novembre de 2020              | 190 000 (4,0%)     |
| 20          | 7           | «No enfades a Dios»    | Ana Vázquez      | Marta Sánchez                   | 18 de gener de 2022     | 13 de novembre de 2020              | 177 000 (4,1%)     |
| 21          | 8           | «Paso atrás»           | Mar Olid         | Dani del Águila                 | 25 de gener de 2022     | 13 de novembre de 2020              | 204 000 (4,3%)     |
| 22          | 9           | «Abusos»               | Mar Olid         | Carmen Abarca                   | 1 de febrer de 2022     | 13 de novembre de 2020              | 174 000 (4,5%)     |
| 23          | 10          | «No»                   | Juana Macías     | Marta Sánchez                   | 8 de febrer de 2022     | 13 de novembre de 2020              | 163 000 (4,4%)     |

| N.º (serie) | N.º (temp.) | Títol                | Director(s)  | Escriptor(s)                    | Data d'emissió a Telecinco | Data d'estrena a Amazon Prime Video | Audiència a Telecinco |
| ----------- | ----------- | -------------------- | ------------ | ------------------------------- | -------------------------- | ----------------------------------- | --------------------- |
| 24          | 11          | «Últimas voluntades» | Juana Macías | Mauricio Romero i Olga Salvador | 16 de febrer de 2022       | 13 de novembre de 2020              | 681 000 (14,7%)       |
| 25          | 12          | «Once horas»         | Ana Vázquez  | Mauricio Romero i Olga Salvador | 23 de febrer de 2022       | 13 de novembre de 2020              | 362 000 (10,6%)       |
| 26          | 13          | «Luz»                | Ana Vázquez  | Marta Sánchez                   | 2 de març de 2022          | 13 de novembre de 2020              | Sense determinar      |

### Tercera temporada (2021)
| N.º (sèrie) | N.º (temp.) | Títol            | Director(s)      | Escriptor(s)                | Data d'emissió a Cuatro | Data d'estrena a Amazon Prime Video | Audiència a Cuatro |
| ----------- | ----------- | ---------------- | ---------------- | --------------------------- | ----------------------- | ----------------------------------- | ------------------ |
| 27          | 1           | «Brotes»         | Gracia Querejeta | Joan Barbero                | Sense anunciar          | 23 de setembre de 2021              | Sense determinar   |
| 28          | 2           | «Fe»             | Gracia Querejeta | Marta Sánchez               | Sense anunciar          | 23 de setembre de 2021              | Sense determinar   |
| 29          | 3           | «Miedo»          | Ana Vázquez      | María Jaén                  | Sense anunciar          | 23 de setembre de 2021              | Sense determinar   |
| 30          | 4           | «Kintsugi»       | Ana Vázquez      | Marta Sánchez e Irene Niubó | Sense anunciar          | 23 de setembre de 2021              | Sense determinar   |
| 31          | 5           | «Santidad»       | Abigail Schaaff  | Mauricio Romero             | Sense anunciar          | 23 de setembre de 2021              | Sense determinar   |
| 32          | 6           | «Nacer otra vez» | Abigail Schaaff  | María Jaén                  | Sense anunciar          | 23 de setembre de 2021              | Sense determinar   |
| 33          | 7           | «Dieciocho»      | Belén Macías     | Marta Sánchez i Irene Niubó | Sense anunciar          | 23 de setembre de 2021              | Sense determinar   |
| 34          | 8           | «Volar»          | Belén Macías     | Mauricio Romero             | Sense anunciar          | 23 de setembre de 2021              | Sense determinar   |